# ミケ・ファン・デ・ミューレンホフ
ミケ・ファン・デ・ミューレンホフ（Mike van de Meulenhof、1999年5月11日 - ）は、オランダ・ヘルモント出身のプロサッカー選手。現在は無所属。ポジションは、ゴールキーパー。